# Ayenia cajalbanensis
Ayenia cajalbanensis är en malvaväxtart som beskrevs av Brother Alain. Ayenia cajalbanensis ingår i släktet Ayenia och familjen malvaväxter. Inga underarter finns listade i Catalogue of Life.